# Pluskowęsy (powiat golubsko-dobrzyński)
Pluskowęsy – wieś w Polsce położona w województwie kujawsko-pomorskim, w powiecie golubsko-dobrzyńskim, w gminie Kowalewo Pomorskie.

## Podział administracyjny
Wieś królewska położona była w 1664 roku w starostwie golubskim. W latach 1975–1998 miejscowość należała administracyjnie do województwa toruńskiego.

## Demografia
Według Narodowego Spisu Powszechnego (III 2011 r.) wieś liczyła 407 mieszkańców. Jest czwartą co do wielkości miejscowością gminy Kowalewo Pomorskie.

## Zabytki
Według rejestru zabytków NID na listę zabytków wpisane są:
- kościół parafialny pw. św. Jana Chrzciciela z XIV w., nr rej.: A/362 z 22.04.1930
- zespół dworski z 4 ćw. XIX w.:
  - dwór, nr rej.: A/910/1 z 22.02.1980
  - park, nr rej.: A/910/2 z 26.11.1984.

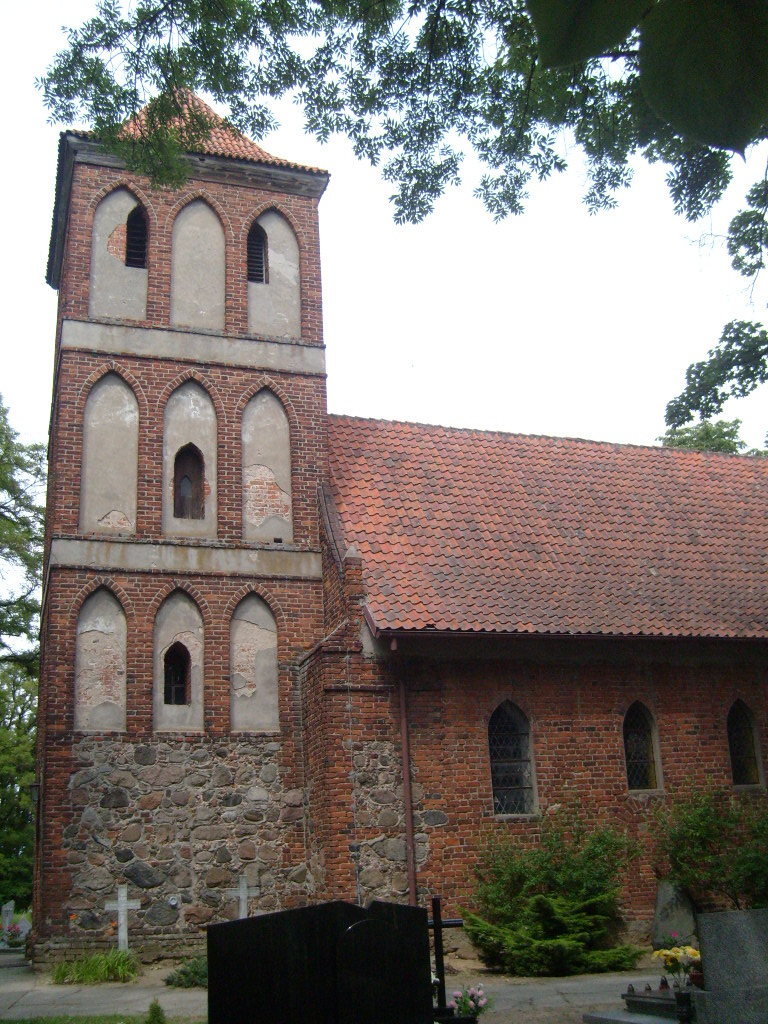
Kościół pw. św. Jana Chrzciciela
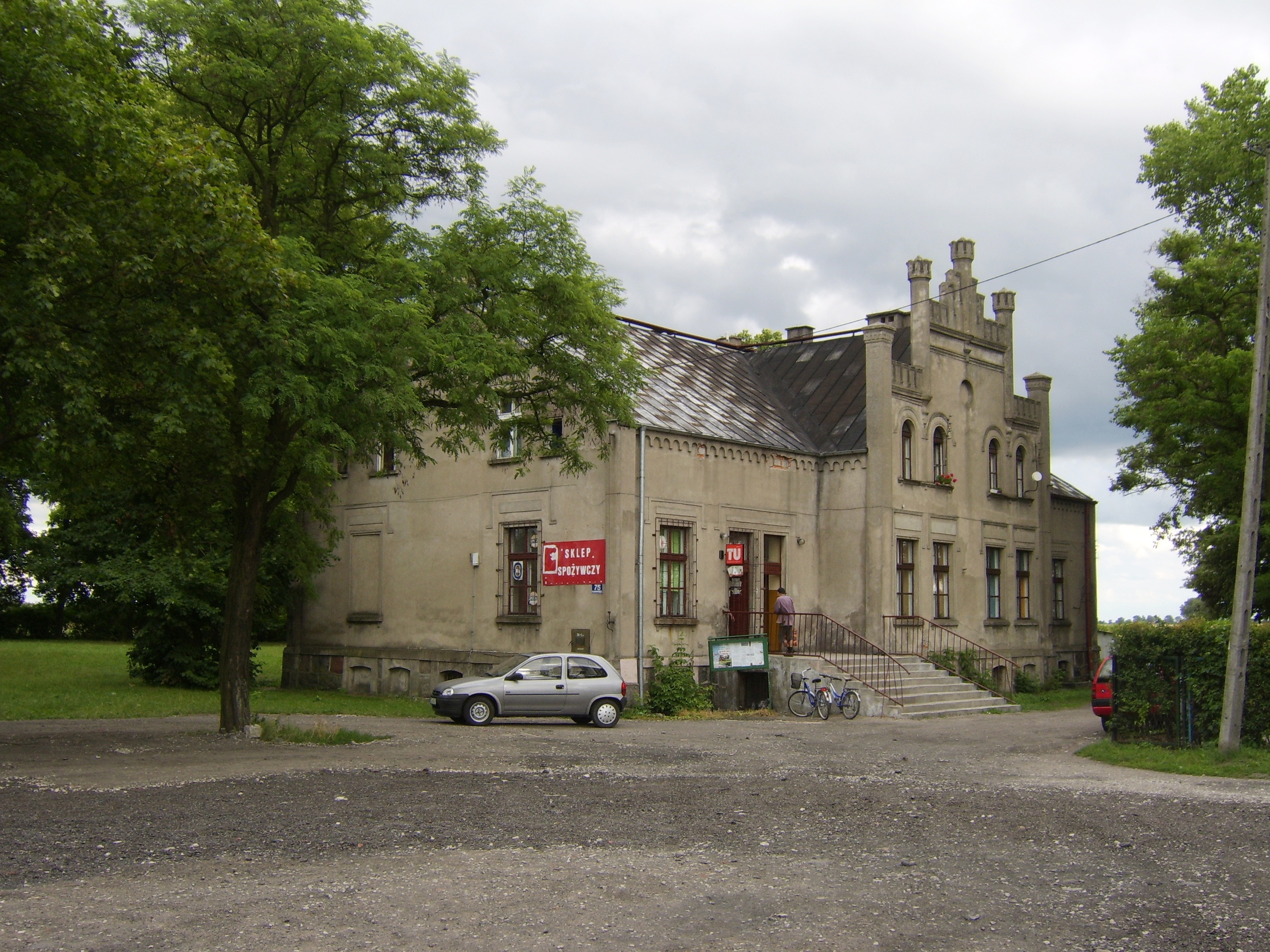
Dwór